# Macleania insignis
Macleania insignis är en ljungväxtart som beskrevs av Carl Friedrich Philipp von Martius och Gal. Macleania insignis ingår i släktet Macleania och familjen ljungväxter. Inga underarter finns listade i Catalogue of Life.

## Bildgalleri

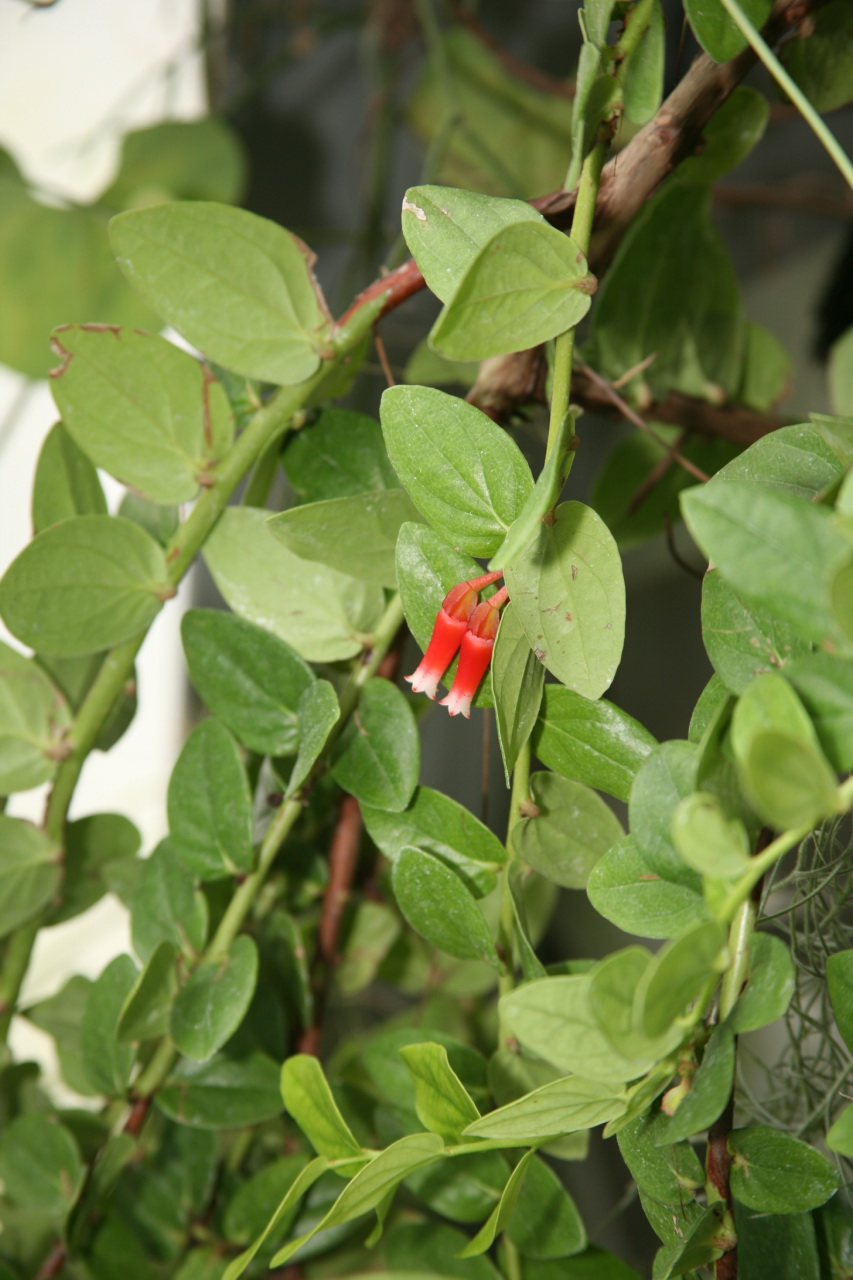
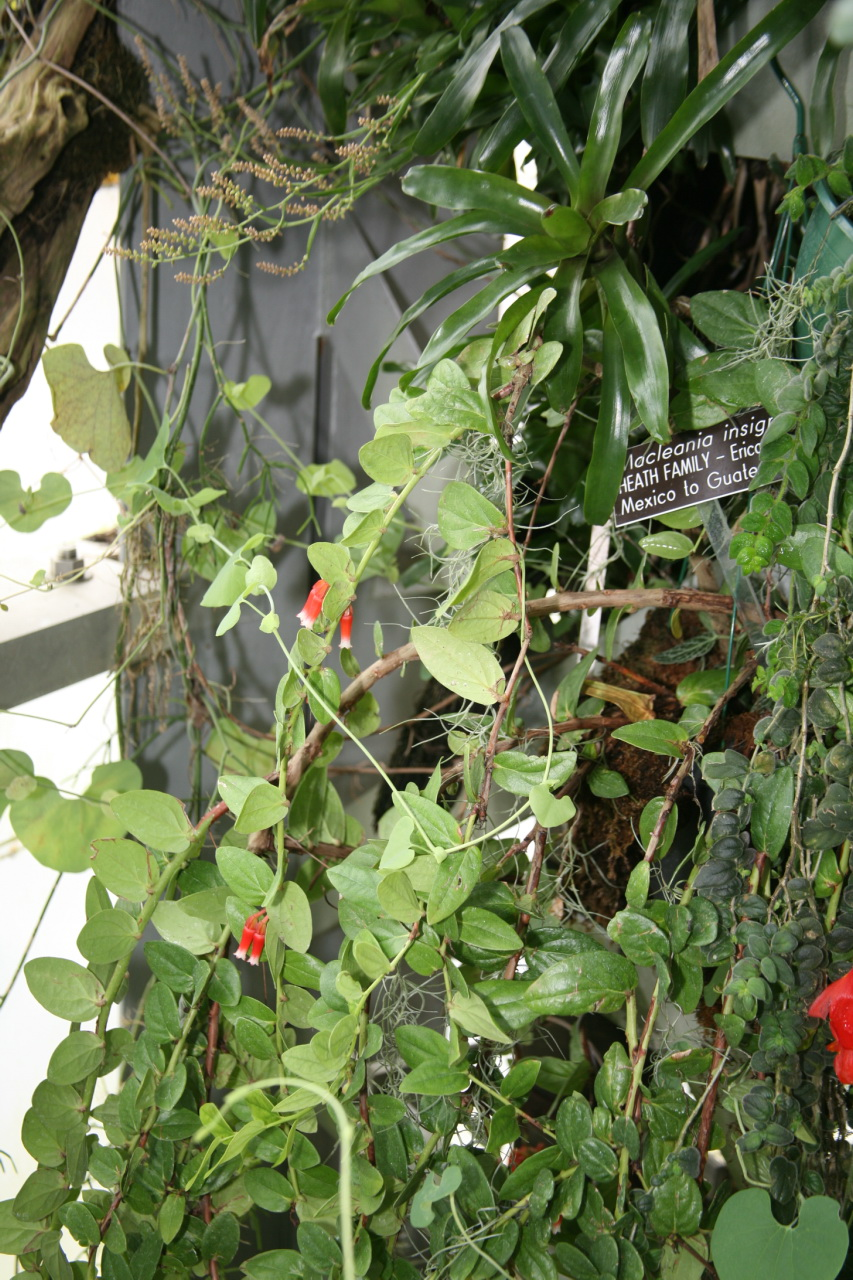
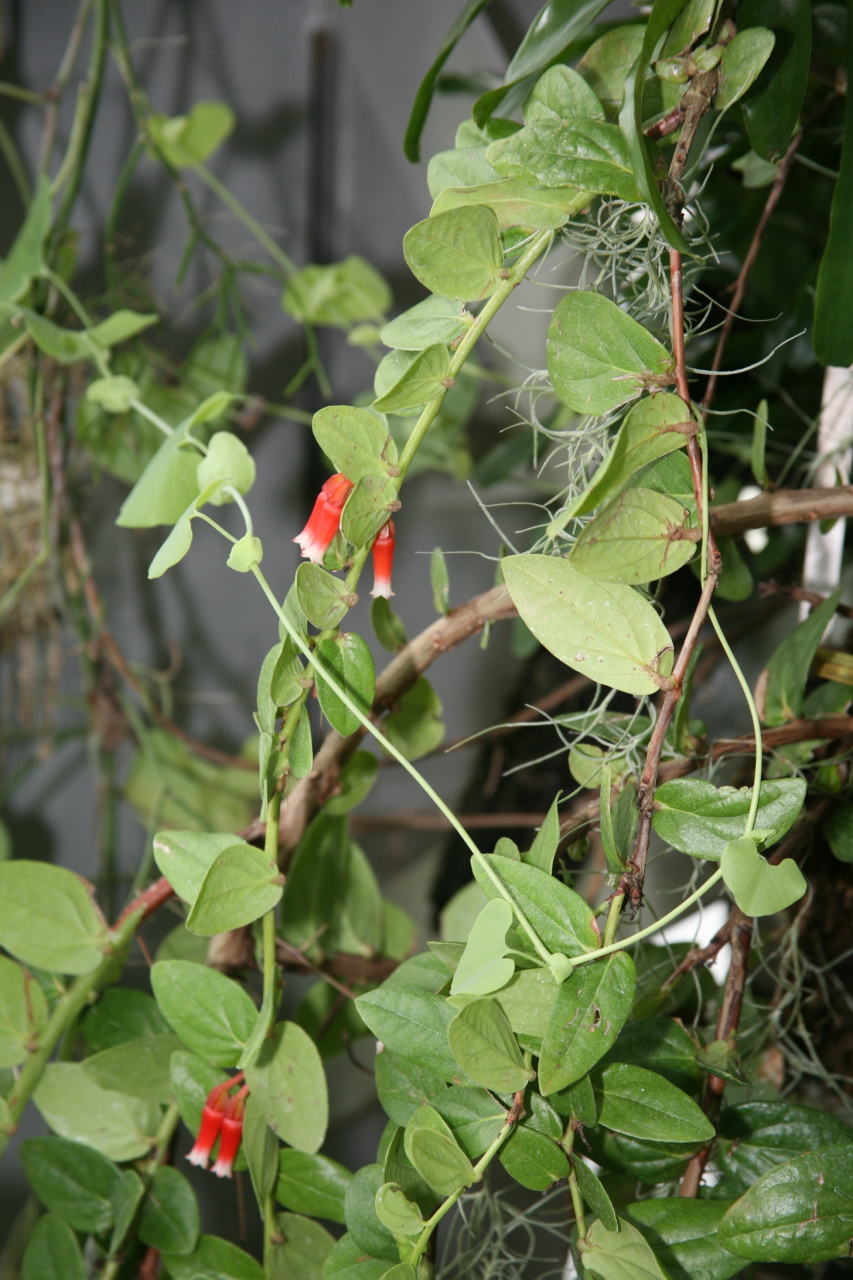